# Fiorella Mannoia

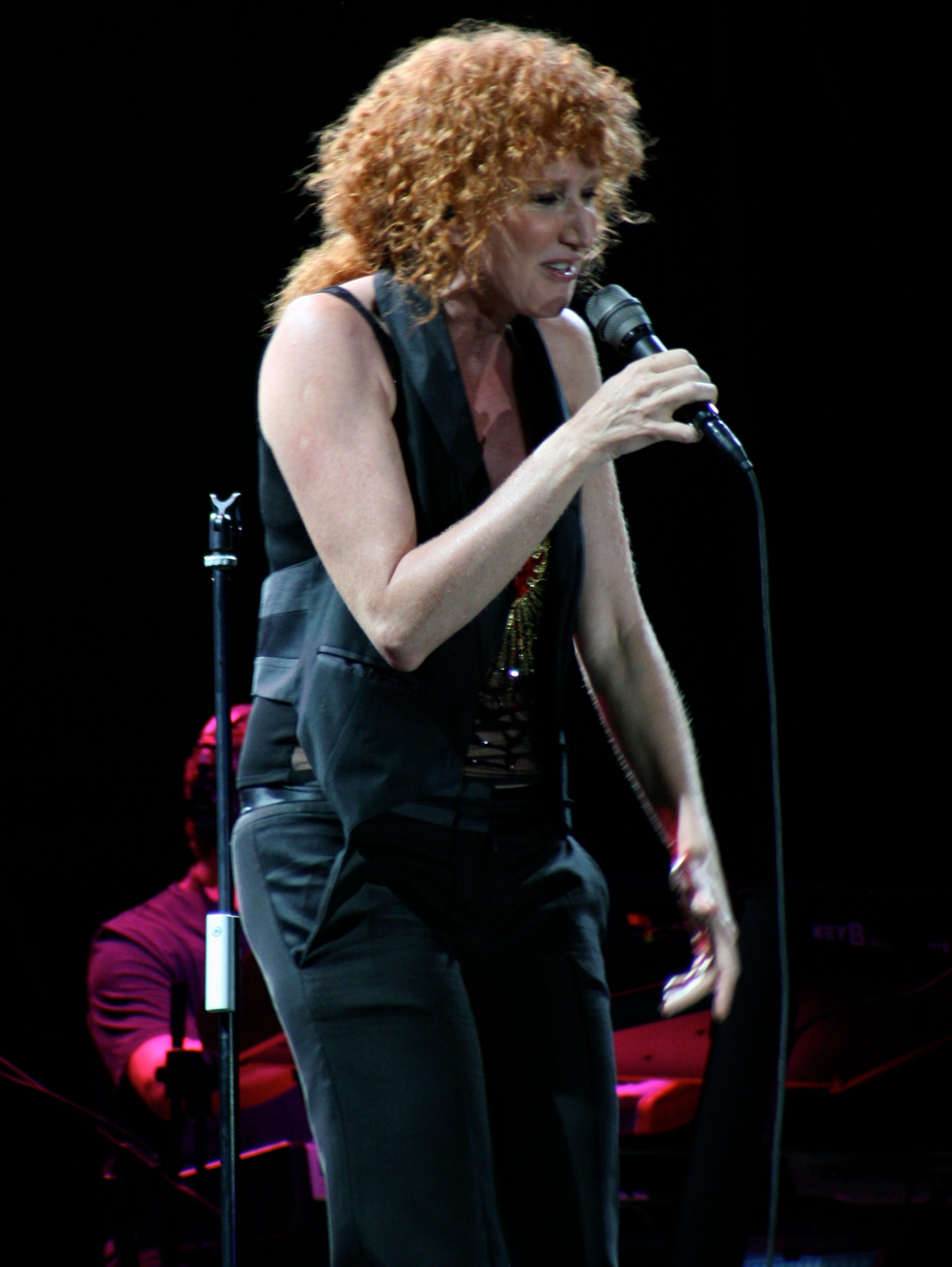
Fiorella Mannoia (2009)

Fiorella Mannoia (* 4. April 1954 in Rom) ist eine italienische Sängerin.

## Karriere
Fiorella Mannoia wurde in Rom als Tochter eines Stuntmans geboren und war später ebenso wie ihr Bruder zeitweilig selbst als Stuntfrau und vor allem in den 1970ern auch als Schauspielerin tätig.
Ihren ersten Erfolg als Sängerin hatte sie 1968 beim Festival di Castrocaro, wo sie mit dem Lied Un bimbo sul leone von Adriano Celentano teilnahm und anschließend einen Plattenvertrag bekam. Ihre eigentliche Gesangskarriere begann aber erst in den 1980er Jahren. Viermal nahm sie am Sanremo-Festival teil, erstmals 1981 mit dem Lied Caffè nero bollente. Später gewann sie mit den Liedern Quello che le donne non dicono (1987) und Le notti di maggio (1988) zweimal den Kritikerpreis.

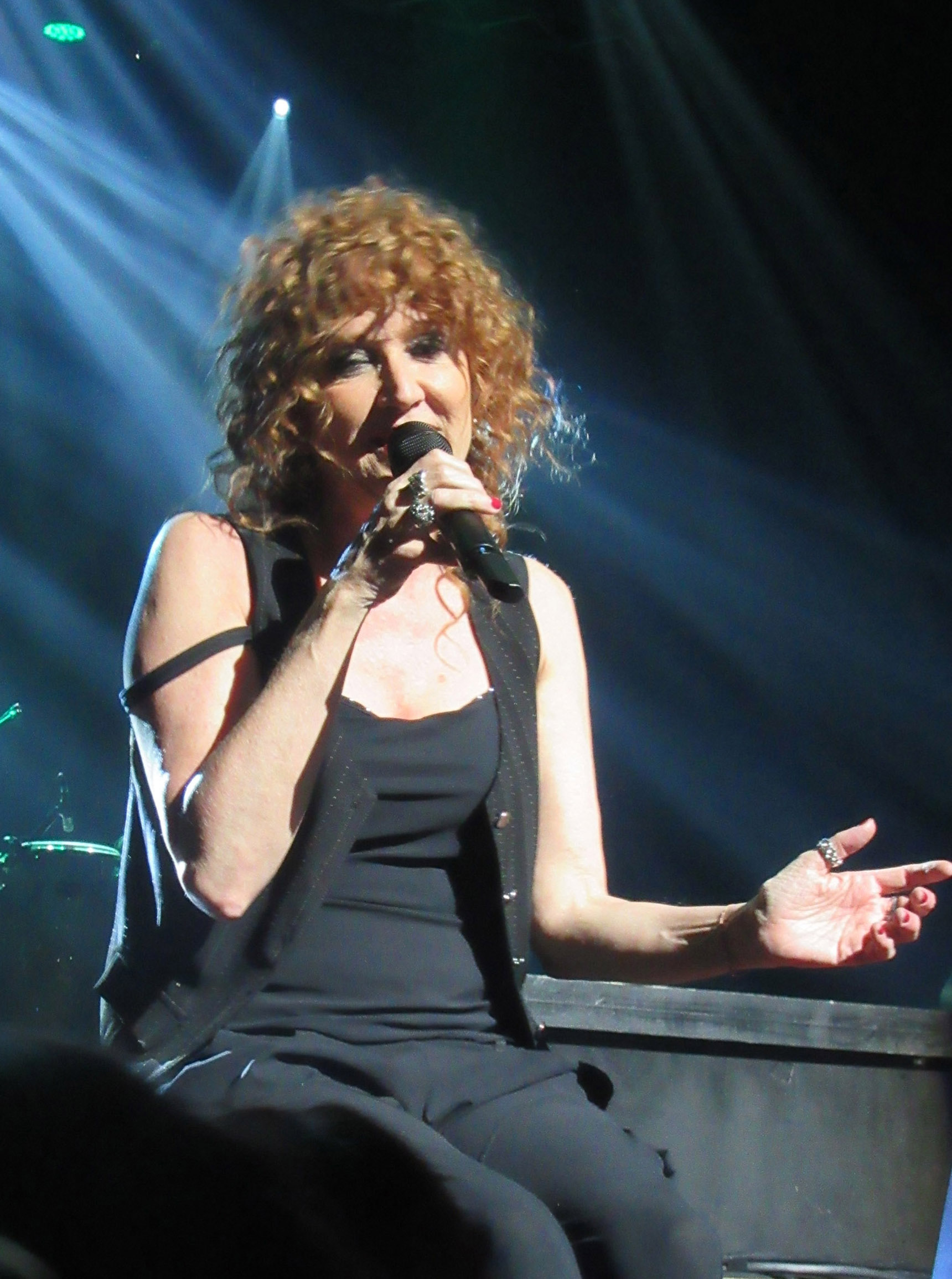
Fiorella Mannoia (2017)

Zu den erfolgreichsten Veröffentlichungen von Mannoia gehören das Livealbum Certe piccole voci (1999) und das Album Fragile (2001), die beide für über 200.000 verkaufte Exemplare mit Doppelplatin ausgezeichnet wurden, sowie das Live-Doppelalbum In Tour mit gemeinsamen Auftritten mit Francesco De Gregori, Pino Daniele und Ron. 2004 stand sie mit dem Livealbum Concerti erstmals auf Platz 1 der italienischen Charts.
2005 wurde sie mit dem Offizierskreuz des Verdienstordens der Italienischen Republik (Ufficiale dell’Ordine al merito della Repubblica italiana) ausgezeichnet. Zu ihren Verdiensten gehört auch ihr Einsatz für den Kampf gegen den Brustkrebs.
Zwei Jahre später erschien ihr Erfolgsalbum Canzoni nel tempo, das sich ein ganzes Jahr in den Charts hielt und ihr drittes Doppelplatin-Album wurde. Mit der Sängerin Noemi hatte sie 2009 auch einen Nummer-eins-Hit in den Singlecharts mit dem Lied L’amore si odia. Das Lied verkaufte sich als Download über 300.000 Mal. Das Doppelalbum Fiorella, das zu ihrem 60. Geburtstag erschien und aus Duetten und Neuaufnahmen ihrer Hits besteht, war 2014 ihr zweites Nummer-eins-Album.
Beim Sanremo-Festival 2017 nahm Mannoia das fünfte Mal am Wettbewerb teil. Mit Che sia benedetta erreichte sie den zweiten Platz. Bereits zuvor hatte sie das neue Album Combattente veröffentlicht. 2019 erschien das nächste Album Personale, gefolgt 2020 von Padroni di niente.

## Diskografie

### Studioalben
- 1972: Mannoia Foresi & co.
- 1983: Fiorella Mannoia
- 1985: Premiatissima (Coveralbum)
- 1985: Momento delicato

| Jahr | Titel Musiklabel                                                | Höchstplatzierung, Gesamtwochen, AuszeichnungChartplatzierungen (Jahr, Titel, Musiklabel, Platzierungen, Wochen, Auszeichnungen, Anmerkungen) | Höchstplatzierung, Gesamtwochen, AuszeichnungChartplatzierungen (Jahr, Titel, Musiklabel, Platzierungen, Wochen, Auszeichnungen, Anmerkungen) | Anmerkungen |
| Jahr | Titel Musiklabel                                                | IT | CH | Anmerkungen |
| ---- | --------------------------------------------------------------- | --- | --- | --- |
| 1986 | Fiorella Mannoia Ariston Music                                  | IT24 (1 Wo.)IT | — | |
| 1988 | Canzoni per parlare Epic Records                                | IT16 (10 Wo.)IT | — | |
| 1989 | Di terra e di vento Epic Records                                | IT4 (17 Wo.)IT | — | Erstveröffentlichung: 28. November 1989                                                                             |
| 1992 | I treni a vapore Epic Records                                   | IT3 (15 Wo.)IT | — | |
| 1994 | Gente comune Harpo                                              | IT8 (12 Wo.)IT | — | 1995 vier Wochen mit der Höchstplatzierung 34 in den FIMI-Charts vertreten                                          |
| 1997 | Belle speranze Harpo                                            | IT10 (16 Wo.)IT | — | |
| 2001 | Fragile Durlindana / Columbia Records                           | IT2 (26 Wo.)IT | — | Erstveröffentlichung: 1. Februar 2001                                                                               |
| 2006 | Onda tropicale Durlindana / Sony BMG Music Entertainment        | IT7 (36 Wo.)IT | — | |
| 2007 | Canzoni nel tempo Durlindana                                    | IT4 Gold (2014) · (46 Wo.)IT | — | Erstveröffentlichung: 10. November 2007 Die Jewel-Box-Edition erreichte 2011 Platz 39 (6 Wochen) Verkäufe: + 25.000 |
| 2008 | Il movimento del dare Durlindana / Sony BMG Music Entertainment | IT3 (24 Wo.)IT | — | Erstveröffentlichung: 15. Juni 2008                                                                                 |
| 2009 | Ho imparato a sognare Oyà                                       | IT8 Platin · (24 Wo.)IT | — | Erstveröffentlichung: 27. November 2009 Coveralbum Verkäufe: + 60.000                                               |
| 2012 | Sud Oyà / Sony Music                                            | IT2 Platin · (31 Wo.)IT | — | Verkäufe: + 60.000                                                                                                  |
| 2013 | A te Oyà                                                        | IT3 Platin · (36 Wo.)IT | — | Coveralbum (gewidmet Lucio Dalla) Verkäufe: + 50.000                                                                |
| 2016 | Combattente Columbia / Sony Music                               | IT3 Platin · (49 Wo.)IT | — | Erstveröffentlichung: 4. November 2016 Verkäufe: + 50.000                                                           |
| 2019 | Personale Legacy / Sony Music                                   | IT2 (10 Wo.)IT | CH45 (2 Wo.)CH | Erstveröffentlichung: 29. März 2019                                                                                 |
| 2020 | Padroni di niente Legacy                                        | IT4 (10 Wo.)IT | CH58 (1 Wo.)CH | Erstveröffentlichung: 6. November 2020                                                                              |
| 2023 | Luce Epic / Sony                                                | IT41 (2 Wo.)IT | — | Erstveröffentlichung: 8. Dezember 2023 mit Danilo Rea                                                               |
| 2024 | Disobbedire Columbia Records / Sony                             | IT16 (4 Wo.)IT | — | Erstveröffentlichung: 29. November 2024                                                                             |

### Livealben
| Jahr | Titel Musiklabel                      | Höchstplatzierung, Gesamtwochen, AuszeichnungChartsChartplatzierungen (Jahr, Titel, Musiklabel, Platzierungen, Wochen, Auszeichnungen, Anmerkungen) | Anmerkungen                                                 |
| Jahr | Titel Musiklabel                      | IT | Anmerkungen                                                 |
| ---- | ------------------------------------- | --- | ----------------------------------------------------------- |
| 1999 | Certe piccole voci Harpo              | IT2 (37 Wo.)IT | Erstveröffentlichung: 14. Januar 1999                       |
| 2004 | Concerti Durlindana                   | IT1 (17 Wo.)IT | Erstveröffentlichung: 23. Januar 2004                       |
| 2010 | Il tempo e l’armonia Oyà / Sony Music | IT3 Gold · (17 Wo.)IT | Erstveröffentlichung: 14. September 2010 Verkäufe: + 30.000 |
| 2012 | Sud. Il tour Oyà                      | IT10 (18 Wo.)IT | Erstveröffentlichung: 9. Oktober 2012                       |
| 2013 | Le mie canzoni RCA Records            | IT90 Gold · (1 Wo.)IT | Erstveröffentlichung: Mai 2013 Verkäufe: + 25.000           |

### Kompilationen
| Jahr | Titel Musiklabel                              | Höchstplatzierung, Gesamtwochen, AuszeichnungChartsChartplatzierungen (Jahr, Titel, Musiklabel, Platzierungen, Wochen, Auszeichnungen, Anmerkungen) | Anmerkungen |
| Jahr | Titel Musiklabel                              | IT | Anmerkungen |
| ---- | --------------------------------------------- | --- | --- |
| 1993 | Le canzoni Harpo                              | IT13 Gold (2012) · (12 Wo.)IT | Erstveröffentlichung: 18. November 1993 Verkäufe: + 30.000 2007 hielt sich das Album 32 Wochen in den FIMI-Charts und erreichte Platz 41 |
| 2009 | Gli album originali Epic Records / Sony Music | IT93 (1 Wo.)IT | Boxset |
| 2014 | Fiorella Oyà / Sony Music                     | IT1 Platin · (47 Wo.)IT | Verkäufe: + 50.000 |

Weitere Kompilationen
- 1987: Tre anni di successi
- 1990: Canto e vivo
- 1990: Basta innamorarsi
- 1991: Così cantiamo l’amore
- 1992: Come si cambia ’77-’87
- 1996: Le origini
- 1997: Il meglio
- 1998: I primi passi
- 2001: I grandi successi originali
- 2001: I miti
- 2010: Capolavori

### Singles (Auswahl)
| Jahr | Titel Album                                             | Höchstplatzierung, Gesamtwochen, AuszeichnungChartsChartplatzierungen (Jahr, Titel, Album, Platzierungen, Wochen, Auszeichnungen, Anmerkungen) | Anmerkungen                                                                                                   |
| Jahr | Titel Album                                             | IT | Anmerkungen                                                                                                   |
| ---- | ------------------------------------------------------- | --- | --- |
| 1984 | Come si cambia                                          | IT11 (8 Wo.)IT | Teilnahme am Sanremo-Festival 1984                                                                            |
| 1985 | L’aiuola Momento delicato                               | IT14 (8 Wo.)IT | |
| 1987 | Quello che le donne non dicono Canzoni per parlare      | IT14 Platin (2013) · (11 Wo.)IT | Kritikerpreis beim Sanremo-Festival 1987 2011 auf Platz 99 in die FIMI-Charts eingestiegen Verkäufe: + 30.000 |
| 1988 | Le notti di maggio Canzoni per parlare                  | IT18 (6 Wo.)IT | Kritikerpreis beim Sanremo-Festival 1988                                                                      |
| 2008 | Io che amo solo te Canzoni nel tempo                    | IT43 (1 Wo.)IT | Cover, Original von Sergio Endrigo                                                                            |
| 2008 | Io posso dire la mia sugli uomini Il movimento del dare | IT41 (3 Wo.)IT | |
| 2011 | Io non ho paura Sud                                     | IT32 (7 Wo.)IT | |
| 2017 | Che sia benedetta Combattente                           | IT27 Platin · (7 Wo.)IT | Erstveröffentlichung: 8. Februar 2017 Verkäufe: + 50.000                                                      |
| 2024 | Mariposa –                                              | IT22 Gold · (9 Wo.)IT | Erstveröffentlichung:7. Februar 2024 Verkäufe: + 50.000; Beitrag zum Sanremo-Festival 2024                    |

Weitere Singles
- 1993: Il cielo d’Irlanda Gold (2021)  (35.000+)[8]
- 2017: Combattente – Gold (25.000+)[8]

### Gastbeiträge
| Jahr | Titel Album                                             | Höchstplatzierung, Gesamtwochen, AuszeichnungChartsChartplatzierungen (Jahr, Titel, Album, Platzierungen, Wochen, Auszeichnungen, Anmerkungen) | Anmerkungen |
| Jahr | Titel Album                                             | IT | Anmerkungen |
| ---- | ------------------------------------------------------- | --- | --- |
| 2009 | Il gigante Il sognatore                                 | IT11 (5 Wo.)IT | Rio feat. Fiorella Mannoia und Paolo Rossi                                                                              |
| 2009 | L’amore si odia Sulla mia pelle / Ho imparato a sognare | IT1 ×2Doppelplatin · (30 Wo.)IT | Noemi feat. Fiorella Mannoia Verkäufe: + 60.000                                                                         |
| 2010 | Donna d’Onna Amiche per l’Abbruzzo                      | IT8 (14 Wo.)IT | Gianna Nannini, Laura Pausini, Giorgia, Elisa und Fiorella Mannoia Charitysong für die Opfer des Erdbebens von L’Aquila |
| 2013 | Mille passi Un posto nel mondo                          | IT33 (14 Wo.)IT | Chiara feat. Fiorella Mannoia                                                                                           |
| 2014 | Sempre sarai Incredibile                                | IT25 (7 Wo.)IT | Moreno feat. Fiorella Mannoia                                                                                           |

Weitere Gastbeiträge
- 1980: Pescatore – (Pierangelo Bertoli feat. Fiorella Mannoia) Gold (50.000+)[8]

## Filmografie
- 1972: Una colt in mano al diavolo
- 1973: Crow (…E il terzo giorno arrivò il Corvo)
- 1973: Zahl und stirb (Sei bounty killers per una strage)

## Auszeichnungen
- 2005: Offizier des Verdienstordens der Italienischen Republik
- 2012: "Premio Amnesty Italia" für ihre Single "Non è un film"